# Rolvenden
Rolvenden is een civil parish in het bestuurlijke gebied Ashford, in het Engelse graafschap Kent met 1414 inwoners.